# Ossip Salomonowitsch Gabrilowitsch

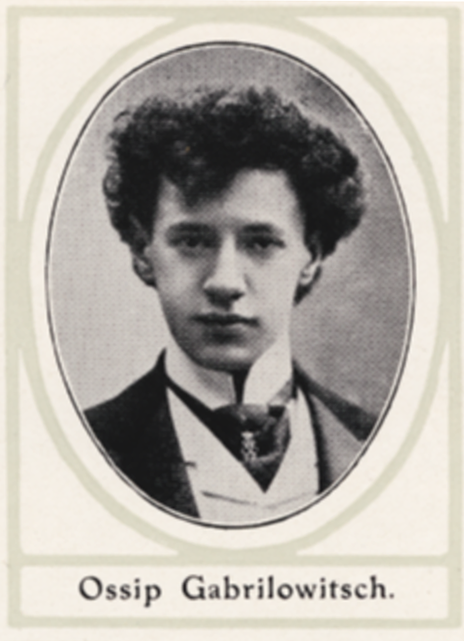
Ossip Gabrilowitsch ca. 1894

Ossip Salomonowitsch Gabrilowitsch (russisch Осип Соломонович Габрилович; * 26. Januarjul. / 7. Februar 1878greg. in Sankt Petersburg; † 14. September 1936 in Detroit) war ein russisch-amerikanischer Pianist, Dirigent und Komponist.

## Leben
Geboren als Sohn des St. Petersburger Juristen Salomon Gabrilowitsch und seiner Frau, studierte er Klavier und Komposition am Sankt Petersburger Konservatorium bei Anton Rubinstein, Anatoli Ljadow, Alexander Glasunow und Nikolai Medtner. Nach seinem Abschluss 1894 ging er nach Wien, wo er weitere zwei Jahre bei Theodor Leschetizky studierte. Anschließend war er als freischaffender Pianist tätig, erwarb sich sehr bald ein großes Ansehen und war ein gefragter Künstler.
Im Juli 1905 wurde er als einer der ersten Pianisten von der Firma M. Welte & Söhne in deren Leipziger Aufnahmestudio eingeladen, wo er zehn Stücke für Welte-Mignon einspielte (siehe Hörbeispiel).
Am 6. Oktober 1909 heiratete er in Redding, Connecticut, Mark Twains Tochter Clara Clemens (1874–1962), eine Altistin, die er 1899 in Wien bei Leschetitzky kennengelernt hatte. Gabrilowitsch komponierte wenige Werke, vorwiegend Klavierstücke für den eigenen Gebrauch.
Von 1910 bis 1914 war er Dirigent des Münchner Konzertvereins, der heutigen Münchner Philharmoniker, außerdem spielte er 1910 das Klavierkonzert f-Moll von Frédéric Chopin und 1911 das Klavierkonzert Es-Dur von Franz Liszt jeweils in einem Konzert der dortigen Musikalischen Akademie, wobei er auch einmal dirigierte. Er ging nach Kriegsausbruch in die USA und hatte dort als Pianist von Weltruf viele erfolgreiche Auftritte.
1918 wurde Gabrilowitsch Gründungsdirigent des Detroit Symphony Orchestra. Ausbedungen hatte er sich den Bau einer neuen Konzerthalle, die als Orchestra Hall verwirklicht wurde. Auch nach dem Ersten Weltkrieg unternahm er zahlreiche Tourneen durch die USA und Europa.
Er starb mit 58 Jahren und wurde wie sein Schwiegervater auf dem Woodlawn Cemetery in Elmira, New York, beigesetzt.

## Werke (Auswahl)
- Fünf Klavierstücke Op. 1; Ed. Bote & G. Bock, Berlin, 1897.
  - No. 1 Petite Sérénade
  - No. 2 Mélodie orientale
  - No. 3 Valse lente
  - No. 4 Romance
  - No. 5 Menuet
- Trois morceaux pour piano Op. 2; Ed. Bote & G. Bock, Berlin.
  - No. 1 Fantasie-Nocturne
  - No. 2 Gavotte
  - No. 3 Feuillet d'Album
- Deux morceaux pour piano Op. 3; Zimmermann, Leipzig.
  - Caprice Burlesque Op. 3, 1 (ca. 1901), Widmung: A Monsieur Mark Hambourg
  - Mazurka Mélancolique. Op. 3, 2, Widmung: A Monsieur Eduard Schütt
- Thème varié pour piano Op. 4; Zimmermann, Leipzig.
- Mélodie in e-Moll Op. 8; Rózsavölgyi & Co., Budapest, 1908.
- Deux morceaux pour piano Op. 9, Rózsavölgyi & Co., Budapest, 1911.
  - No. 1 Méditation, Widmung: A Madame Annette Essipoff
  - No. 2 Intermezzo appassionato, Widmung: A Mademoiselle Elly Ney
- La Czarina, Mazurka Russe (The Czarina, Russian Mazurka)
- Three Songs Op. 11
  - No. 1 Good-bye (Christina Rossetti)
  - No. 2 I love her gentle forehead (Richard Watson Gilder)
  - No. 3 The new day (R. W. Gilder, ca. 1917)
- Deux morceaux pour piano Op. 12; Oliver Ditson, Boston, 1917.
  - No.1 Elegy, Widmung: To Mme Olga Samaroff
  - Mo.2 Etude for the left hand, Widmung: To Mr. Leopold Godowsky
- Near to thee … [Song] Poem by J. W. von Goethe, English version by Clara Clemens (ca. 1924)

## Hörbeispiel
- Ossip Gabrilowitsch spielt am 4. Juli 1905 für Welte-Mignon Johannes Brahms: Rhapsodie in Es-Dur, Op. 119, No. 4 *1602 kBⓘ/?